# Tagespflege
Tagespflege ist in Deutschland ein Begriff aus der Wohlfahrtspflege. Man unterscheidet zwischen Tagespflege im Bereich 
- der Kinder- und Jugendhilfe und
- der Altenhilfe (Tagespflege für Senioren) und Behindertenarbeit.

## Kindertagespflege
Die Kindertagespflege ist eine Leistung der Kinder- und Jugendhilfe. Neben der Erziehung, Bildung und Betreuung in Einrichtungen (Kindertagesstätte, Kindergarten, Kinderkrippe, Kinderhort u. a.) ist sie die andere ausdrücklich im 3. Abschnitt des SGB VIII (§ 22 bis § 26) genannte Angebotsform der Kindertagesbetreuung.
Hiervon zu unterscheiden ist eine privat organisierte und finanzierte Betreuung der Kinder, die häufig mit der Erledigung weiterer Arbeiten im Haushalt verknüpft ist ("Kindermädchen").

## Tagespflege in der Behindertenarbeit und Tagespflege für Senioren
Die Betreuungsform Tagespflege in der Behindertenpflege und Tagespflege für Senioren ist ein Betreuungs- und Pflegeangebot für Menschen, die sich nicht (mehr) selber vollständig versorgen können. Der Begriff ist abzugrenzen von der Kurzzeitpflege, bei welcher die Patienten nicht nur am Tag, sondern auch nachts stationär betreut werden; siehe dazu auch Pflegebedürftigkeit und Pflegeversicherung.

### Finanzierung
Siehe Finanzierung der Altenpflege